# Yu Chung-han
Yu Chung-han (en chinois traditionnel : 于沖漢), né en 1871 et mort le 12 novembre 1932 à Dalian, est un bureaucrate chinois du gouvernement de Zhang Xueliang qui soutenait l'autonomie de la Mandchourie et aida l'empire du Japon à établir l'État du Mandchoukouo.
Chef d'un groupe civil en Mandchourie qui prône la politique du hokyo anmin (« frontières sécurisées et vie pacifiée »), cela signifie pour lui que la protection et la prospérité des provinces du Nord-Est de la Chine doivent être la préoccupation principale du gouvernement, en particulier pour les relations avec la Chine même. Il a l'intention, par le biais de réformes fiscales, d'améliorer le système de salaires des fonctionnaires, et d'abolir une armée mandchoue hors de prix pour permettre au peuple de Mandchourie de travailler en paix tout en confiant la défense du territoire au Japon.
Après l'incident de Mukden de 1931 et le début de l'invasion japonaise de la Mandchourie, les Japonais le nomment à la tête du conseil de direction du gouvernement autonome le 10 novembre 1931. Avec le gouverneur du Liaoning Zang Shiyi, il fait les plans pour la création d'un nouvel État en février 1932.
Après avoir appris la défaite totale de Zhang Xueliang et son retrait désordonné de Jinzhou, le gouvernement pro-Japonais et le gouverneur Zhang Jinghui déclarent le 7 janvier 1932 l'indépendance du Heilungkiang en le plaçant sous la protection du Japon. Le même jour, le conseil de direction du gouvernement autonome de Mukden appelle les habitants du Nord-Est à renverser Zhang Xueliang et à rejoindre le futur État du Mandchoukouo.